# Соколов, Пётр Иванович (писатель)
Пётр Иванович Соколов (1764—1835) — русский славист, писатель и педагог, член Российской академии и непременный её секретарь.

## Биография
Пётр Соколов родился 24 июня 1764 года в городе Москве. Учился в Московской Славяно-греко-латинской академии, в 1783 году был переведен в Университетскую гимназию, в 1784 году произведён в магистры Академии, в 1786 году назначен учителем русского языка в гимназию и занимал эту должность около 18 лет; ещё будучи студентом был причислен к Российской академии «для исправления дел» и с тех пор в течение полувека принимал деятельное участие в академических работах.
С 1800 по 1825 год П. И. Соколов работал преподавателем российской грамматики, логики и риторики в Училище Корабельной Архитектуры.
Неразлучным спутником и сотрудником Соколова долгое время был Дмитрий Михайлович Соколов (1786—1819), товарищ его по Славяно-греко-латинской академии, по академической гимназии и университету, и, наконец, по Российской академии.
Оба Соколова в 1792 году избраны были в приобщники академии, в 1793 г. — в члены академии, в том же году награждены золотыми медалями за работы по составлению академического словаря; в 1802 г. составлена ими (под наблюдением митрополита Гавриила и в сотрудничестве с протоиереем Красовским) русская грамматика; в 1802 г. Пётр Соколов был избран непременным секретарем академии и оставался в этом звании до самой смерти.
Сверх того П. И. Соколов был редактором «Санкт-Петербургских Ведомостей», библиотекарем 1-го отделения академии, членом главного правления училищ и ученого комитета, редактором «Журнала департамента народного просвещения» и в течение 30 лет заведовал академической типографией.
Умер в 1835 году. Похоронен на Смоленском православном кладбище.

## Избранная библиография
- «Начальные основания российской грамматики» (Санкт-Петербург, 1788, 5 изд. 1808),
- «Одиссея» (редакция перевода П. Е. Екимова, Москва, 1815);
- «Пчела, или Собрание разных статей в стихах и прозе» (1805),
- «Публия Овидия Н. Превращения» (перевод, 1808),
- «Ликей, или Круг словесности древней и новой» Лагарпа (перевод, 1811),
- «Правила о употреблении в письме буквы ѣ» (1815),
- «Каталог обстоятельный российским рукописным книгам» (1818),
- «Каталог обстоятельный книгам богословским» (1832),
- «Общий церковно-славяно-российский словарь» (2 ч., 1834).